# Río Grande (Bolivia)

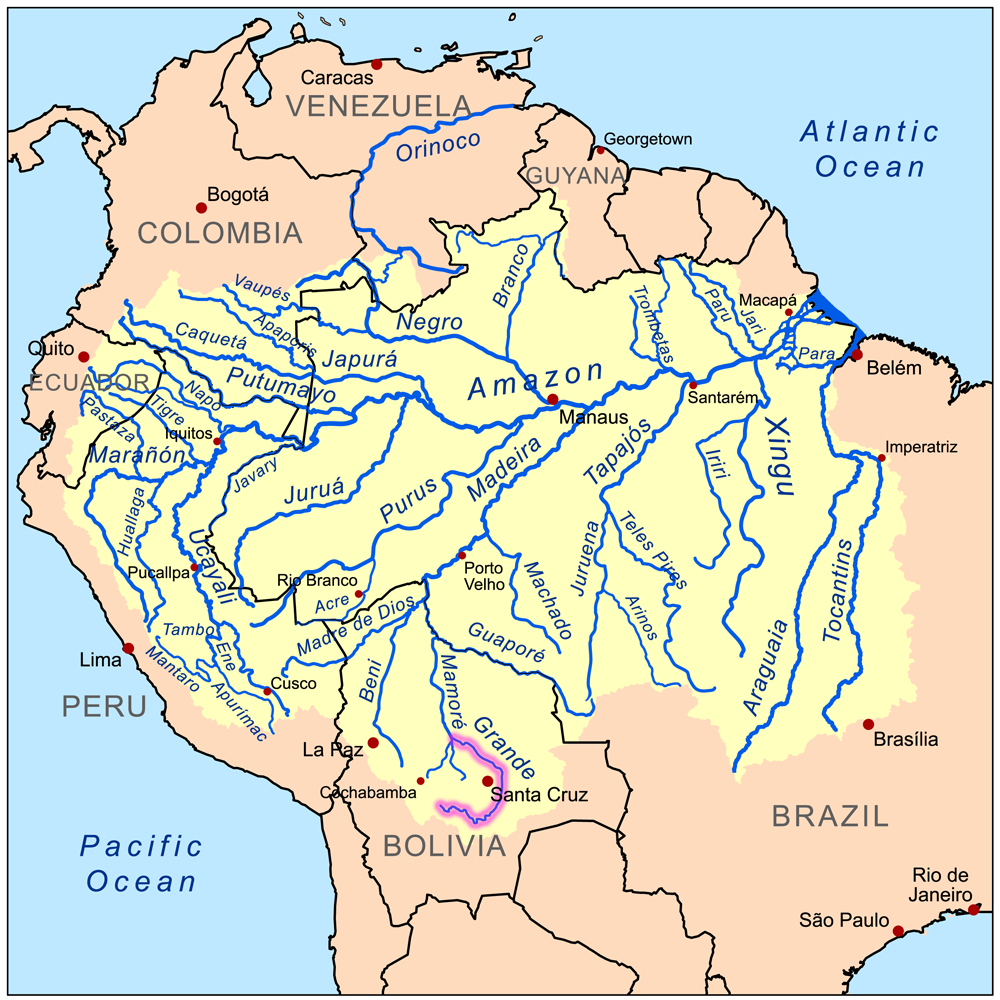
Bản đồ bồn địa Amazon với sông Grande được tô đậm

Río Grande (hay Río Guapay) là một sông tại Bolivia khởi nguồn từ sườn phía nam của Sierra de Cochabamba, phía đông thành phố Cochabamba, tại 17°26′11″N 65°52′22″T / 17,43639°N 65,87278°T. Tại đầu nguồn, sông còn được gọi là Río Rocha và chảy qua bồn địa thung lũng thẳng theo hướng tây. Sau 65 km sông chuyển hướng đông nam và sau khoảng 50 km sông hợp dòng với Río Arque tại 17°42′10″N 66°14′45″T / 17,70278°N 66,24583°T trên độ cao 2.350 m.
Từ điểm hợp dòng này, sông mang tên Río Caine và tiếp tục chảy 162 km theo hướng đông nam, trước khi được gọi là Río Grande. Sau tổng cộng 500 km, sông chuyển hướng đông bắc và tạo thành một đường cong quanh thành phố vùng thấp Santa Cruz.
Sau 1.438 km, the Río Grande hợp dòng với Río Ichilo tại 15°48′9″N 64°43′47″T / 15,8025°N 64,72972°T, vốn là một chi lưu của Río Mamoré.